# Хэндли, Марк
Марк Хэндли (англ. Mark Handley, род. 5 марта 1956, Голливуд, Калифорния) — американский драматург и сценарист.
В 1977 году он и его жена переехали на Тихоокеанский Северо-запад, где они жили в изоляции в бревенчатой хижине, которую построили сами. Он наиболее известен своей пьесой «Идиоглоссия», которая позже была экранизирована (фильм Джоди Фостер «Нелл»). Нелл была написана в соавторстве с мистером Хэндли и британским драматургом Уильямом Николсоном (Shadowlands). Нелл была первой постановкой компании Джоди Фостер Egg Pictures, режиссёром которой был Майкл Эптед.
В настоящее время Марк Хэндли преподаёт на курсах сценаристов в Сиэтле, штат Вашингтон.